# Morville-sur-Nied
Morville-sur-Nied település Franciaországban, Moselle megyében. Lakosainak száma 118 fő (2022. január 1.). Morville-sur-Nied Bacourt, Baudrecourt, Lucy, Prévocourt, Saint-Epvre és Thimonville községekkel határos.

## Népesség
A település népességének változása:
| Lakosok száma | 107  | 127  | 110  | 125  | 127  | 124  | 119  | 117  | 116  | 118  |
|               | 1968 | 1982 | 1990 | 2006 | 2013 | 2015 | 2017 | 2019 | 2020 | 2022 |